# デビッド・ホワイト (地質学者)

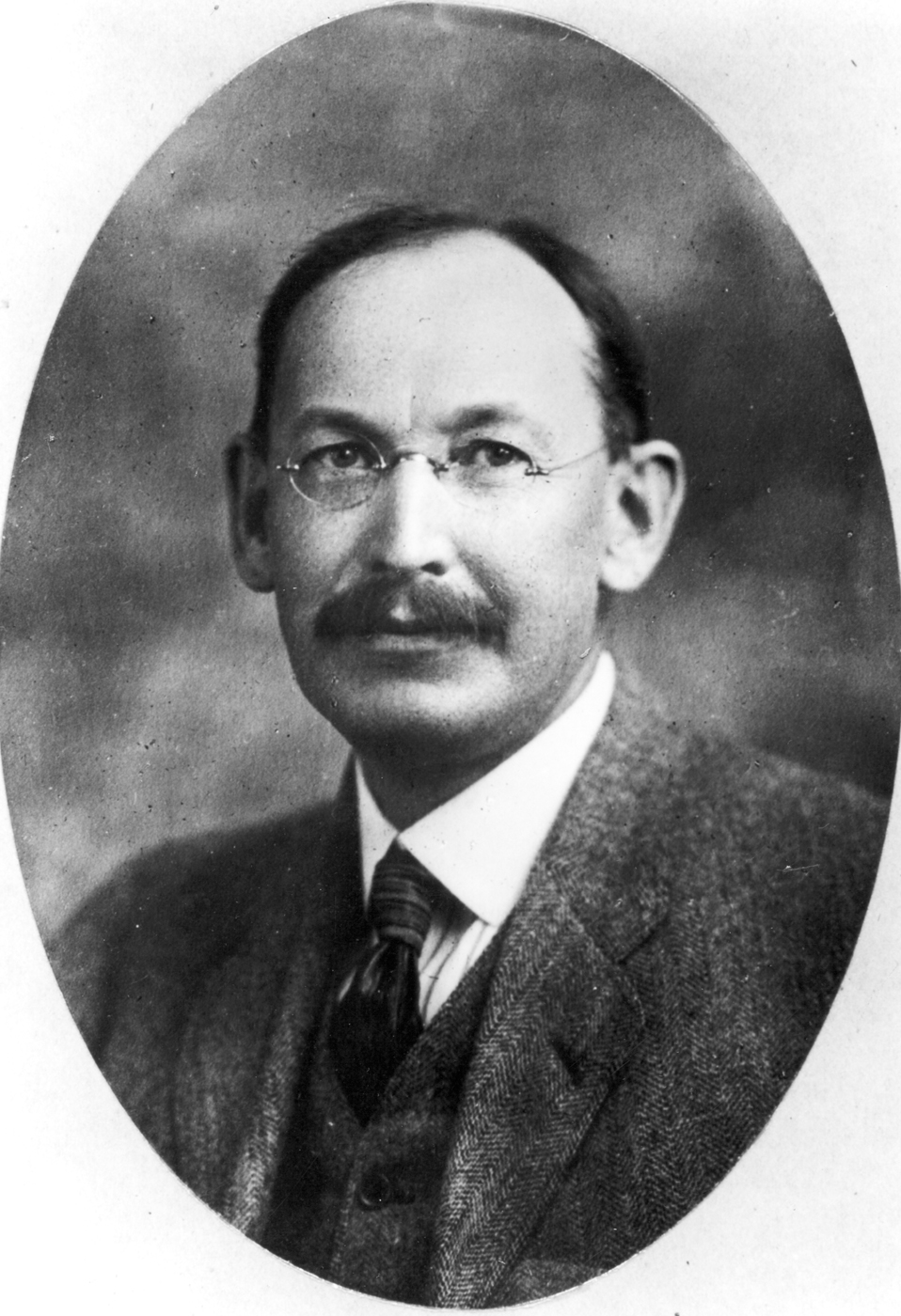
David White

チャールズ・デビッド・ホワイト（Charles David White、通常、David White、1862年7月1日 - 1935年2月7日）は、アメリカ合衆国の地質学者、古植物学者である。

## 略歴
ニューヨーク州のパルミラで生まれた。1886年にコーネル大学を卒業し、1889年からアメリカ合衆国地質局で働き、主任地質学者になった。1903年からスミソニアン研究所の准学芸員となり、地質学や古植物学に関する多くの研究論文を発表した。古生代ペルム紀に栄えた裸子植物グロッソプテリスに関する包括的な研究を行い、ブラジルの炭鉱で採掘された化石植物を研究した。地質学者としては鉱物資源の埋蔵量、生産量の見積もりを行った。
米国科学アカデミーから地質学、古生物学に貢献した人物に贈られる、トンプソン・メダル（Mary Clark Thompson Medal）を1931年に受賞し、1934年に古生物学のチャールズ・ドリトル・ウォルコット・メダル（Charles Doolittle Walcott Medal）を受賞した"。1932年にアメリカ地質学会（Geological Society of America）の会長も務めた。

## 著作
- Flora of the outlying Carboniferous basins of southwestern Missouri,  US Geological Survey Bulletin, Nr. 98, 1893
- Fossil flora of the lower coal measures of Missouri, US Geological Survey Monograph Nr. 37, 1899
- G. O. Smithと共著: The geology of the Perry Basin in southeastern Maine, US Geological Survey Professional Paper Nr. 35, 1905
- Fossil Flora of the Coal Measures of Brazil, Commissão de Estudos das Minas de Carvão de Pedra do Brazil, Final Report, Rio de Janeiro 1908, S. 337–617
- The effect of oxygen in coal,  US Geological Survey Bulletin Nr. 382, 1909
- R. Theissen (Herausgeber)と共著: The origin of coal, US Bureau of Mines Bulletin, Nr. 38, 1913